# 노랑얼굴흙파는쥐
노랑얼굴흙파는쥐 또는 노랑얼굴주머니고퍼(Cratogeomys castanops)는 흙파는쥐과에 속하는 설치류의 일종이다. 미국 남서부와 멕시코 북부 지역의 짧은 풀 초원 지대의 토착종이다. 코아우일라 남부 여과 장벽(SCFB) 북쪽에 서식하는 종이다. 다른 종들 중에서, 노랑얼굴주머니고퍼는 작거나 중간 크기의 두개골을 갖고 있다. 아리조나 주의 플라이스토세 전기 벤슨층에서 메리엄흙파는쥐속의 화석이 발견된 기록이 있다. 노랑얼굴흙파는쥐는 노란색이 감도는 갈색 털과 짧은 꼬리를 갖고 있으며, 각 앞니의 앞면 중간에 한 줄의 깊은 홈이 아래로 나 있다.

## 아종
19종의 아종이 알려져 있다.
| - C. c. angusticeps - C. c. bullatus - C. c. castanops - C. c. clarkii - C. c. consitus - C. c. dalquesti - C. c. excelsus - C. c. goldmani - C. c. hirtus - C. c. jucundus | - C. c. parviceps - C. c. perexiguus - C. c. perplanus - C. c. pratensi - C. c. sordidulus - C. c. subsimus - C. c. surculus - C. c. tamaulipensis - C. c. ustulatus |